# Alistair Hulett
Alistair Hulett (15. října 1951 Glasgow – 28. ledna 2010) byl britský folkový hudebník a zpěvák-písničkář.

## Životopis
Narodil se v Glasgow. V roce 1968, kdy imigroval s rodiči na Nový Zéland, objevil tradiční hudbu a už jako teenager začal hrát na setkání folkových hudebníků. V roce 1971 přesídlil do Austrálie, kde pokračoval ve vystupování na festivalech. Počátkem 80. let založil folk-punkovou pětku Roaring Jack, která účinkovala jako předskokan pro umělce jako Billy Bragg, The Pogues a The Men They Couldn't Hang. Během jejich kariéry byli dvakrát nominováni pro cenu ARIA Music Awards.

## Diskografie
S Roaring Jack
- Street Celtability 12" EP, 1987
- Cat Among The Pigeons, 1988
- Through The Smoke Of Innocence, 1990
- The Complete Works Of Roaring Jack (German compilation), 2003

Solo
- Dance of the Underclass, 1991
- In The Back Streets Of Paradise, 1994
- In Sleepy Scotland, 2001
- Riches And Rags, 2006

S Dave Swarbrickem
- Saturday Johnny and Jimmy The Rat, 1996
- The Cold Grey Light of Dawn, 1998
- Red Clydeside, 2002

S The Malkies
- Suited and Booted, 2008